# Казаки. Футбол
«Казаки. Футбол» — украинский анимационный телесериал, снятый Мариной Медведь на студии Baraban на основе персонажей серии короткометражных анимационных фильмов. Премьера сериала состоялась 30 мая 2016 года на телеканале «1+1». Телесериал рассказывает о трех запорожских казаках, Око, Грай и Тур, которые отправляются в путешествие по странам Европы.

## Сюжет
Запорожские казаки, Око, Грай и Тур путешествуют по странам Европы, в каждой из которых знакомятся с местным колоритом, попадают в забавные истории и играют в футбол.
- Око — запорожский казак-коротышка, из-за которого главные герои в большинстве случаев попадают в какую-то передрягу[1].
- Грай — запорожский козак-характерник, благодаря которому герои находят выход из любой ситуации[1].
- Тур — запорожский казак-богатырь, который преодолевает все силовые преграды[1].

## Производство
Идея возвращения «Казаков» появилась у продюсера Эдуарда Ахрамовича в 2011 году. Он хотел сделать короткие эпизоды-презентации стран-участниц Чемпионата Европы по футболу 2012 с участием персонажей, но не нашёл партнера, который бы профинансировал проект.
Осенью 2015 года медиагруппа «1+1 медиа», онлайн-кинотеатр Megogo и студия анимации Baraban, созданная на базе «Укранимафильма», запустили в производство анимационный телесериал «Казаки. Футбол».
Телесериал состоит из 26 эпизодов по 2 минуты каждый, которые были сделаны за 7 месяцев творческой командой примерно из 50 человек. Все кадры (в одной секунде — 25 кадров) нарисовал от руки художник оригинальной серии короткометражных анимационных фильмов про казаков Эдуард Кирич, которые затем сотрудники студии Baraban оцифровали и анимировали, а также сделали контуры и раскраску. Каждый герой был прорисован в четырёх ракурсах — анфас, профиль, три четверти и со спины. По информации Megogo, общий бюджет проекта составил несколько сот тысяч долларов.
Директор по маркетингу Megogo Иван Шестаков заявил, что «Казаки. Футбол» является началом долгосрочной стратегии компании по производству собственного контента. По словам продюсера Эдуарда Ахрамовича, в разработке находится второй сезон сериала — «Казаки. Вокруг света».
Большая часть сериала выполнена харьковской студией "Poplavok", но эпизоды "Португалия", "Румыния" и "Греция" были анимированы Одесской анимационной студией.

## Выпуск
30 июня 2016 года в рамках Дня украинского кино в фан-зоне Евро-2016 в Харькове прошёл показ нескольких серий анимационного сериала «Казаки. Футбол».
17 декабря 2016 года в кинотеатре украинского фильма «Лира» состоялся специальный показ всех 26 серий мультсериала. Также отдельные серии отдельно были продемонстрированы в кинотеатре «Жовтень» перед показами полнометражных детских и семейных лент.

## Авторы
- Авторы идеи: Эдуард Кирич и Эдуард Ахрамович
- Режиссёр: Марина Медведь
- Художник: Эдуард Кирич
- Автор сценария: Антон Базелинский
- Продюсер: Эдуард Ахрамович
- Исполнительный продюсер: Евгений Татаринов

## Эпизоды
| № | #  | Название             | Дата показа  |
| --- | -- | -------------------- | ------------ |
| 1 | 1  | «Казаки. Франция»    | 30 мая 2016  |
| Франция, Париж. Под сенью Эйфелевой башни даже во время футбольного матча можно влюбиться. И умудриться потерять любовь. В этой серии - главная романтическая история сериала!                                                                           |    |                      |              |
| 2 | 2  | «Казаки. Испания»    | 31 мая 2016  |
| Ритмы фламенко или главное дерби сезона. Такая альтернатива возможна только, если вы в Мадриде. Гитара звучит, танцующие красотки ослепляют, и на матч уже не успеть. Хотя, все возможно. Если…                                                          |    |                      |              |
| 3 | 3  | «Казаки. Швейцария»  | 1 июня 2016  |
| Швейцария. Страна ароматного сыра, тающего во рту шоколада, точнейших часов и запредельных цен. Но, если у казака с собой футбольный мяч, у него всегда есть шанс стать миллионером!                                                                     |    |                      |              |
| 4 | 4  | «Казаки. Швеция»     | 2 июня 2016  |
| Футбольное противостояние на стокгольмских крышах пойдет отнюдь не на плюшки и не на варенье. Это принципиальная битва! Бой жужжащих моторов и казацкой смекалки!                                                                                        |    |                      |              |
| 5 | 5  | «Казаки. Чехия»      | 3 июня 2016  |
| Хотите узнать тайну знаменитого чешского вратаря? Для этого нужно попасть в Прагу и с наступлением ночи подойти к Карлову мосту. Секрет откроется, только если вы настоящий казак. Как Око, Грай и Тур.                                                  |    |                      |              |
| 6 | 6  | «Казаки. Англия»     | 6 июня 2016  |
| Красный даблдеккер плавно катит казаков по улицам Лондона и вдруг!.. Вдруг все меняется, и жизнь важной персоны уже в опасности! Королева Англии отблагодарит героев за проявленную отвагу!                                                              |    |                      |              |
| 7 | 7  | «Казаки. Германия»   | 7 июня 2016  |
| Германия, Мюнхен, футбол, красавица-баварка и… Конечно, пиво! Простая перепасовка может смешать это все в кучу и стать началом настоящего пенного приключения. При производстве серии ни один бармен не пострадал!                                       |    |                      |              |
| 8 | 8  | «Казаки. Бельгия»    | 8 июня 2016  |
| Любите ли вы бельгийские вафли? Нам стало известно, что казаки Тур, Грай и Око их обожают. Как мы об этом узнали? Нашли в соцсети их альбом селфи из Брюсселя! Включайте мультфильм и поймете, причем тут футбол и как селфи помогут спасти целый город. |    |                      |              |
| 9 | 9  | «Казаки. Италия»     | 9 июня 2016  |
| Эта серия могла бы превратиться в самую жестокую. В Колизее аншлаг, трибуны ревут, гладиаторы в ужасе. Понятно, что Тур, Грай и Око изменят ход событий! Но как? Поднимите большой палец вверх и смотрите!                                               |    |                      |              |
| 10 | 10 | «Казаки. Румыния»    | 10 июня 2016 |
| Даже в очень веселом сериале одна из серий может оказаться настоящим хоррором. Уже страшно? А кто бы не испугался в темном замке где-то в горах Трансильвании?! Казаки против Дракулы? Да! Это надо видеть!                                              |    |                      |              |
| 11 | 11 | «Казаки. Ирландия»   | 13 июня 2016 |
| Если отправиться в путешествие по радуге и перейти шаткий мостик высоко в горах, обязательно встретишь Лепрекона. Перед тем, как смотреть эту серию о приключениях Тура, Грая и Ока, лучше встаньте. Сидя неудобно бить чечетку.                         |    |                      |              |
| 12 | 12 | «Казаки. Уэльс»      | 14 июня 2016 |
| Чем нужно завтракать, чтобы стать настоящим драконом? Об этом уже готовы рассказать славные казаки Тур, Грай и Око в своем не кулинарном репортаже из страны, где обожают регби.                                                                         |    |                      |              |
| 13 | 13 | «Казаки. Португалия» | 15 июня 2016 |
| Если бы проблему очередей повсеместно решали казаки-футболисты, о, насколько прекраснее стал бы мир! Португальцам повезло, ведь Тур, Грай и Око побывали проездом в этой прекрасной стране. Мало того, у них при себе был мяч!                           |    |                      |              |
| 14 | 14 | «Казаки. Греция»     | 16 июня 2016 |
| «Не боги голы забивают». Отныне эта поговорка отменяется окончательно и бесповоротно! Тур, Грай и Око ещё покажут этому вашему Олимпу, что такое дриблинг по-казацки. Да и по-гречески тоже.                                                             |    |                      |              |
| 15 | 15 | «Казаки. Польша»     | 17 июня 2016 |
| Самая звездная серия! В самом прямом смысле слова. В ней футбол выйдет на новую орбиту, а вы узнаете настоящую историю одного космически важного научного открытия.                                                                                      |    |                      |              |
| 16 | 16 | «Казаки. Дания»      | 21 июня 2016 |
| Если вы играете в футбол на набережной Копенгагена, то совсем не можете быть уверены в том, вернут ли вам улетевший мяч. А если и вернут, то кто. |    |                      |              |
| 17 | 17 | «Казаки. Исландия»   | 22 июня 2016 |
| Даже выговорить его название – Эйяфьядлайёкюдль – уже испытание, которое нашим казакам не пришлось проходить. Они молча и уверенно разобрались с проблемой. Да так, что и сам виновник остался доволен. Включайте, полетели!                             |    |                      |              |
| 18 | 18 | «Казаки. Венгрия»    | 23 июня 2016 |
| Серия-головоломка. Как её решить? Настоятельно советуем обратиться к Туру, Граю и Оку. Они веселы и задорны, с ними футбольный мяч!.. Хотя, стоп! Он, кажется, квадратный! Что же делать?                                                                |    |                      |              |
| 19 | 19 | «Казаки. Турция»     | 24 июня 2016 |
| Самое главное на рынке в Стамбуле – не пробовать все подряд. Даже если вы не ели уже тысячу лет, пожалуйста, держите себя в руках! Хотя… если в это время в Турции окажутся казаки, они вас выручат. Гляньте, как!                                       |    |                      |              |
| 20 | 20 | «Казаки. Израиль»    | 29 июня 2016 |
| Момент за моментом, удар за ударом… Но! Но шаббат подкрался незаметно и неотвратимо. Правда, если нужно доиграть футбольный матч, казаки Тур, Грай и Око всегда найдут выход! Какой? Что вы мне спрашиваете? Вы себе серию включите!                     |    |                      |              |
| 21 | 21 | «Казаки. Норвегия»   | 30 июня 2016 |
| Если собрался играть в футбол с викингами, будь готов к грубой силе и звону доспехов. Но и самим викингам нужно быть готовыми к тому, что казаки никогда не сдаются. А иногда одним ударом могут… Что именно? Смотрите!                                  |    |                      |              |
| 22 | 22 | «Казаки. Шотландия»  | 1 июля 2016  |
| Глубоко-глубоко на дне озера Лох-Несс живёт доисторический монстр. Правда, никто и никогда его не видел. А почему? Потому что звать нужно правильно. По-футбольному!                                                                                     |    |                      |              |
| 23 | 23 | «Казаки. Хорватия»   | 4 июля 2016  |
| Что самое главное на курорте? Море? Коктейли? Бассейн? Красотки в бикини? Можно было бы спросить у казаков, но, простите, они заняты. Пляжным футболом. Игрой с абсолютно непредсказуемыми последствиями. Иногда очень милыми.                           |    |                      |              |
| 24 | 24 | «Казаки. Австрия»    | 5 июля 2016  |
| В оперу или на стадион? На спектакль или на футбол? Если вы в Вене, такие вопросы вполне естественны. И главное – не перепутать дресс-код. Вот казакам это удалось. Казаки – молодцы. Будь, как казаки!                                                  |    |                      |              |
| 25 | 25 | «Казаки. Нидерланды» | 6 июля 2016  |
| Как думаете, ботаники играют в футбол? Да, если они голландцы! Казаки в этом уже убедились. Теперь ваша очередь. |    |                      |              |
| 26 | 26 | «Казаки. Финляндия»  | 7 июля 2016  |
| Самая холодная и самая предпраздничная серия! Налейте себе теплого чаю, наденьте шарф, накройтесь пледом и посмотрите историю о том, что без казаков, как оказалось, даже рождественский волшебник обойтись никак не может.                              |    |                      |              |